# Vårberg (metropolitana di Stoccolma)
Vårberg è una stazione della metropolitana di Stoccolma.
È situata all'interno della circoscrizione di Skärholmen; sul tracciato della linea rossa T13 si trova invece fra le stazioni Skärholmen e Vårby gård.
La sua apertura avvenne in data 2 dicembre 1967: da quel giorno ha rivestito il ruolo di capolinea fino al 1º ottobre 1972, data in cui la tratta fu prolungata fino a Fittja.
La piattaforma è collocata in superficie, in corrispondenza dell'imbocco del tunnel che divide questa fermata da quella successiva di Vårby gård. L'entrata è invece ubicata presso la piazza Vårbergstorget. La progettazione della stazione fu affidata all'architetto Hack Kampmann, mentre nel 1996 fu apportato il mosaico "I våra händer" dell'artista Maria Ängquist Klyvare.
L'utilizzo medio quotidiano durante un normale giorno feriale è pari a 6.200 persone circa.

## Tempi di percorrenza
| Linea | Capolinea | Tempo  | Stazione                                                  | Tempo                              |
| 13    | Ropsten   | 33 min | Liljeholmen Slussen Gamla stan T-Centralen Östermalmstorg | 15 min 21 min 23 min 25 min 27 min |
| 13    | Norsborg  | 12 min | Liljeholmen Slussen Gamla stan T-Centralen Östermalmstorg | 15 min 21 min 23 min 25 min 27 min |